# Raša (wieś w Chorwacji)
Raša – wieś w Chorwacji, w żupanii istryjskiej, w gminie Raša. W 2011 roku liczyła 1440 mieszkańców.